# Никита Халкидонский
Никита Халкидонский (греч. Νικήτας Χαλκηδόνας или Никита Исповедник греч. Νικήτας ο ομολογητής) — христианский святой VIII века, святитель, прославленный в лике исповедников; архиепископ Халкидонский (726—775).
Память — 28 мая (10) июня.
С 726 по 775 год, в период иконоборчества, был архиепископом Халкидонским. Смещён со своей кафедры и подвизался до своей кончины в одном из палестинских монастырей. В каноне службы ему, написанном Константинопольским пресвитером Иосифом, прославляется также брат святителя Никиты — святой Игнатий.
Посёлок Айос-Никитас на острове Лефкас в Греции назван в честь святого.